# Trophée Cheryl Miller
Le Trophée Cheryl Miller (Cheryl Miller Award) est une récompense décernée annuellement depuis 2018 à la meilleure ailière du Championnat NCAA féminin de basket-ball.

## Histoire
Il est nommé en référence à Cheryl Miller. Elle est nommée Most Outstanding Player, meilleure joueuse du tournoi NCAA lors des deux victoires de son université dans le championnat NCAA, en 1983 et 1984. Championne olympique en 1984, elle est nommée Basketball Hall of Fame en 1995, puis, figure dans la première promotion du Women's Basketball Hall of Fame. Enfin, elle est également élue en 2010 dans le FIBA Hall of Fame.
Le Trophée Cheryl Miller est une des cinq composantes du Naismith Starting Five, qui comprend le Nancy Lieberman Award, trophée Lisa Leslie, trophée Ann Meyers Drysdale et le trophée Katrina McClain.

## Lauréats
| Année     | Lauréat                 | Université             |
| --------- | ----------------------- | ---------------------- |
| 2017–2018 | Gabby Williams          | Huskies du Connecticut |
| 2018–2019 | Bridget Carleton        | Cyclones d'Iowa State  |
| 2019–2020 | Satou Sabally           | Ducks de l'Oregon      |
| 2020–2021 | Ashley Joens (en)       | Cyclones d'Iowa State  |
| 2021–2022 | Ashley Joens (en) (2)   | Cyclones d'Iowa State  |
| 2022–2023 | Ashley Joens (en) (3)   | Cyclones d'Iowa State  |
| 2023–2024 | Madison Booker (en)     | Longhorns du Texas     |
| 2024-2025 | Madison Booker (en) (2) | Longhorns du Texas     |